# 储君
储君是君主的法定继承人，根据君主的不同称谓又称皇储、王储、大公储。储君在君主逝世、禅位、逊位后，成为继任君主。是世袭君主制重要的组成部分。在现存的君主制国家中，通常根据法律指定继承人。继承人的确立基于長子繼承制或其它。在二元君主制国家中，君主对储君的选择会享有较大的权力。确立继承人有两种常见的方式，一种是继承人出生后，经过正式的册封，获得继承权。另一种，通过法律明确继承顺序，继承人自出生后即获得继承权。
在古代中国，储君一般是指皇帝册立的「皇太子」，简称「太子」。通常被授与的对象是皇帝之子。类似的皇帝继承人封号，依受封者与皇帝的关系不同，还有皇太弟、皇太孙、皇太叔等。“太”者，大也。在中國先秦、汉朝之前，诸侯王、卿大夫的正式继承人亦称“太子”。汉以后，亲王正式继承人改称“世子”，外姓王或藩屬國王之子亦同。歐洲君主國通常对有继承权的人士进行排序；排在第一位的继承人，如果不是君主的长子（女）或长孙，则被视作推定继承人。推定继承人的继承顺序随着君主的子嗣诞生下降，失去继承机会。君主的长子（女）或长孙（孙女），如是第一位继承人，则被视为法定繼承人，漢語中一般譯為「王（皇）儲」、「女王（皇）儲」。同时由于王室间通婚的原因，一些君主会拥有别国排序较后的王位继承权。

## 各地區的立儲制度

### 東亞及東南亞
東亚及東南亞现存的君主制国家，多数实行长子继承制。除泰国外，女性通常没有王位继承权。2006年，尼泊尔内阁曾决定修改王位继承人法，允许女性和男性一样拥有平等的王位继承权，但两年后尼泊尔即改政体为共和国，故此该项制度实际并未执行。

#### 中國朝代
商朝的继承制度包括父死子继和兄终弟及两种，此后除个别例外外，父死子继成为主流。中国古代社会理论上的承袭制度是嫡长子继承，女性没有继承权。与欧洲社会不同的是，中国君主政权不会以法律的形式规定如何选择君主的继承人，（明朝除外）。但唐朝的安樂公主曾經請求唐中宗賜予她皇位繼承權。当国君的意愿与传统习惯相违背时，可能不会按嫡长子继承制册立储君。
嫡长子继承制确认继承人的基本原则是：“立嫡立长”，也就说继承顺序是嫡子优先、年长优先。嫡子（正妻所生的儿子）中年长者为第一继承人。没有嫡子，则庶子中年长的为继承人。中国历史上，也有年幼的庶子因得宠于父皇、被过继给皇后抚养、兄长因故失去继承权等原因被立为太子，这种废长立幼的情况，与儒家礼法不合，常引发争议。另一种情况是嫡子早逝，则立其子为继承人，如朱元璋在太子朱标逝世后立其子朱允炆为皇太孙。同时，中国并不对除储君以外的继承人进行排序。
在立嫡子的原则下，皇子生母的身份变得十分重要。胶东王刘彻原为汉景帝庶子，随着他的母亲王夫人被立为皇后，他成为父亲的嫡长子，顺利被册为太子。唐穆宗本是唐宪宗三子，生母郭氏是宪宗的嫡妻，但宪宗登基后未册立郭氏为皇后。穆宗的异母长兄李宁被册为太子，李宁逝世后，穆宗才被立为太子。除了“立嫡立长”的原则外，还有：“立子以贤”，就是说，要看诸位庶子的德行而定；或“国治以序，国乱以功”，因乱世等需要选择功劳最大的儿子为继承人，如唐睿宗因唐隆政变登基后，在嫡长子李成器在世的情况下，将在政变中立有大功的庶子李隆基立为太子；最次的就是皇帝“立储以爱”就是皇帝最喜欢哪个儿子，就立那个儿子（这种方式很容易发生政治鬥爭，但在皇权强大时也可能顺利实行，如汉武帝立劉弗陵）。还有少数君主在有儿子在世的情况下因儿子年幼等原因选择兄弟、侄子、叔父甚至养子为储君。

##### 明朝
朱元璋在《皇明祖训》中明确规定：凡朝廷无皇子，必兄终弟及，须立嫡母所生者。庶母所生，虽长不得立。明朝的所有储君，全部按照嫡长优先的顺序得以继承。虽然在立储时有过争执（如万历年间的国本之争），但仍最终按照有嫡立嫡、无嫡立长的规定得以立储。

##### 清朝

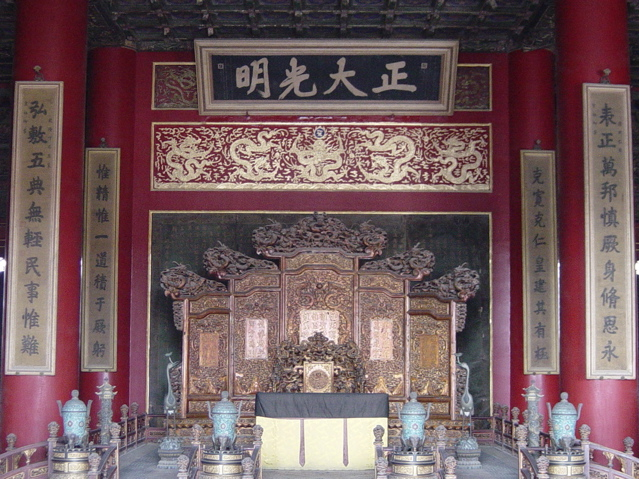
藏有传位诏书的乾清宫“正大光明”匾

清世宗雍正帝开始，有鉴于康熙时期皇太子胤礽两立两废、诸王争储的教训，正式宣布了不再公开预立儲君的决定。改为秘密建儲制：皇帝将写有皇太子名字的遗诏放在鐍匣内并藏于乾清宫“正大光明”牌匾后，待皇帝弥留或駕崩之後由顾命大臣取出公布。然而乾隆皇帝在乾隆六十年九月，宣示十五子永琰为皇太子，第二年傳位給他，自己退居太上皇。因此在乾隆六十年九月到次年禪位前，永琰以公開身份當了幾個月的皇太子。
清末，同治、光绪、宣统三帝接连无子，密储制度名存实亡。光绪帝主持“戊戌变法”失败后，慈禧太后發生矛盾，慈禧發動戊戌政变後，与荣禄商议废黜光绪帝，將载漪的15岁儿子溥儁收繼入宮，作為廢除皇帝的第一步。光绪二十五年十二月二十四日，溥儁立为大阿哥，被認為是立儲君，故稱己亥立儲，但因列強的公使、使節均不承认此作為，慈禧被迫停止废立计划。

##### 与皇帝的关系
历史上储君和皇帝之间的关系极其复杂矛盾。一方面，皇帝需要有继承人，但继承人的存在又会对皇帝本人构成一定威胁，因為只要皇帝一死，继承人就能坐上龍椅。另一方面，由于觊觎皇太子之位，皇帝的儿子们往往相互倾轧（例如九子夺嫡）、甚至兵戎相见（例如玄武門之變），这样的例子就更加平常了。
且由于皇太子有极大权力，所以往往和皇帝发生冲突，从而导致被废或被杀。例如汉景帝废太子榮、汉武帝废太子據等；而力量强大的皇太子由于不满皇帝约束、也会有叛逆、乃至弑君。前者如戾太子刘据不满汉武帝宠幸佞臣江充、又被江充污蔑诅咒汉武帝早死，而被迫发东宫兵馬清君側；后者如宋文帝刘义隆为太子刘劭所杀。
通常，由于以上种种原因，皇太子不能够顺利册立、顺利登基的情况并不少见。 随着皇帝权力的不断加强，皇太子的权力越来越被削弱。但是反过来，正是由于皇太子的权力不再对皇帝构成威胁，皇帝有足够的权力来约束他的其他儿子们，所以后期的皇太子顺利继位的反而比较多，这一点看明朝的历史可知。
由于储君与皇帝关系的特殊和敏感。大臣们办事时，不得不小心翼翼。他们既不敢违抗皇命，又不愿得罪太子。《清史稿》记录了这样一件事情。康熙三十三年，礼部向康熙帝上奏祭祀奉先殿时的仪注，要将皇太子胤礽的拜褥置于槛内。皇帝下令尚书沙穆哈将太子的拜褥设于槛外。沙穆哈请求康熙帝下旨在档案中记录此事，康熙帝却下令夺了沙穆哈的官职。

##### 太子待遇
皇太子的地位仅次于皇帝本人，拥有自己的、类似于朝廷的东宫。东宫的官员配置完全仿照朝廷的制度，还拥有一支类似于皇帝禁军的私人卫队“太子诸率”（唐制）。
皇太子的妻妾也如皇帝的妃嫔一样，有正式的封号，如太子妃、良娣、孺人等。

#### 朝鲜王朝
朝鲜王朝的承袭制度是嫡长子优先。由于与中国存在宗藩的关系，朝鲜国王的继承人称“世子”，而非太子，世子的正妻则称世子嫔；直至1897年大韓帝國建國，王世子才改稱皇太子。

### 歐洲

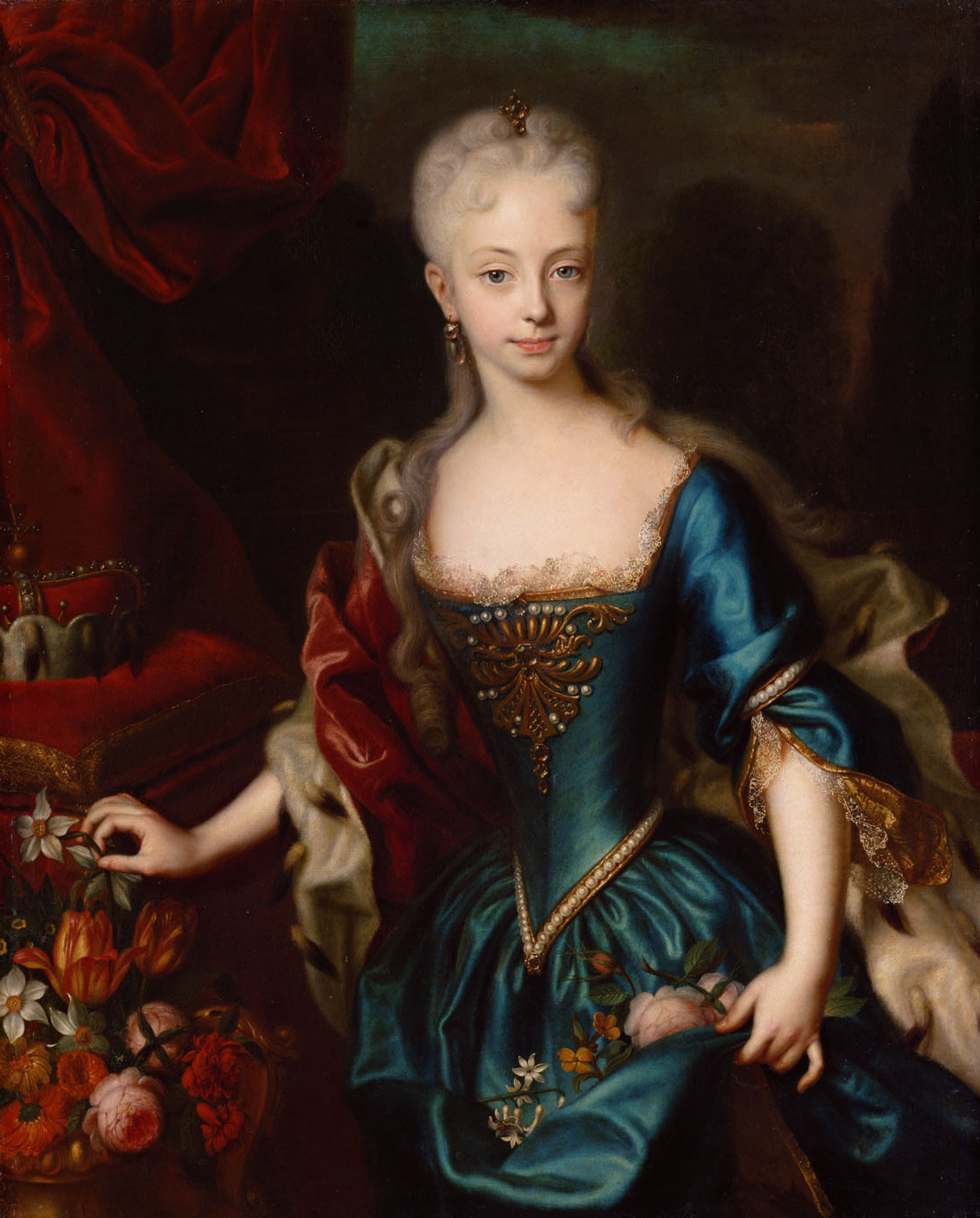
玛丽亚·特蕾西亚的继位引发奥地利王位继承战争

欧洲封建社会实行的是长子继承制，王位继承制度同理，女儿的继承顺序在所有儿子之后，甚至没有继承权。同时除婚生子女外，私生子和继子女没有继承权。英国女王伊丽莎白一世继位前就曾经被国会宣布为私生女，而失去王位继承权。另外对继承人的宗教信仰有一定要求，如英国要求王位继承人为基督新教徒。
有些欧洲王室讲究婚姻平等性，必须与其他王室通婚才算门当户对。如果男性娶比自己地位低的女性，则被视为“不平等婚姻”。贵庶通婚中的妻子不得享有与丈夫同等头衔，其婚生子女也无法享有王位继承权。
发源于法蘭克人萨利克部族的萨利克法典，对欧洲的王位继承制度产生重要影响。萨利克法典中有关女性继承权的规定随着法兰克帝国的分裂和联姻扩散到大多数欧洲的天主教国家中，女性无权继承土地的规定逐渐演变为对女性继承权的剥夺，并对中世纪和近代欧洲历史产生了很大的影响。奥地利王位继承战争和西班牙王位继承战争，其起源都是旁系男性继承人对直系女性继承人权利的争议。
英法百年战争诱因之一，就是法国卡佩王朝查理四世死后没有男性继承人。英格兰国王爱德华三世因是查理四世妹妹伊莎贝拉的儿子要求得到法国的王位，法国方面则认定萨利克法典不支持女性系后裔的继承权，查理四世的堂兄腓力六世随之加冕，开创法国的瓦卢瓦王朝。爱德华三世虽然妥协，但冲突的火种已然埋下。
英国王位允许女性继承，但汉诺威王国实行萨利克法，因此汉诺威王朝的维多利亚女王在继承英国王位时，不得不把汉诺威王位传给其叔父坎伯兰公爵。结束了英国与汉诺威之间一百多年的共主联邦。此外，在唯一仍由英国统治的原诺曼底公国领土——海峡群岛上，英国女王伊丽莎白二世的头衔是诺曼公爵（Duke of Normandy），而非“女公爵”（Duchess）。
为了回避萨利克法典的不利影响，波兰女王雅德维加在1384年继承波兰王位时，宣布自己为国王（Hedvig Rex Poloniæa），而非女王（Hedvig Regina Poloniæa）。近代以来，被推翻的王室后代，王位覬覦者因对女性继承权的争议，则会产生不同的继承人。俄罗斯皇位觊觎者由此分为玛利亚·弗拉基米洛夫娜和季米特里·羅曼諾維奇两人。萨克森王位觊觎者则分为鲁迪格和亚历山大·德·阿菲夫二人。
现今仍奉行君主制的欧洲国家中，除列支敦斯登外，女性一般享有同等或次于男性的继承权。

#### 英国

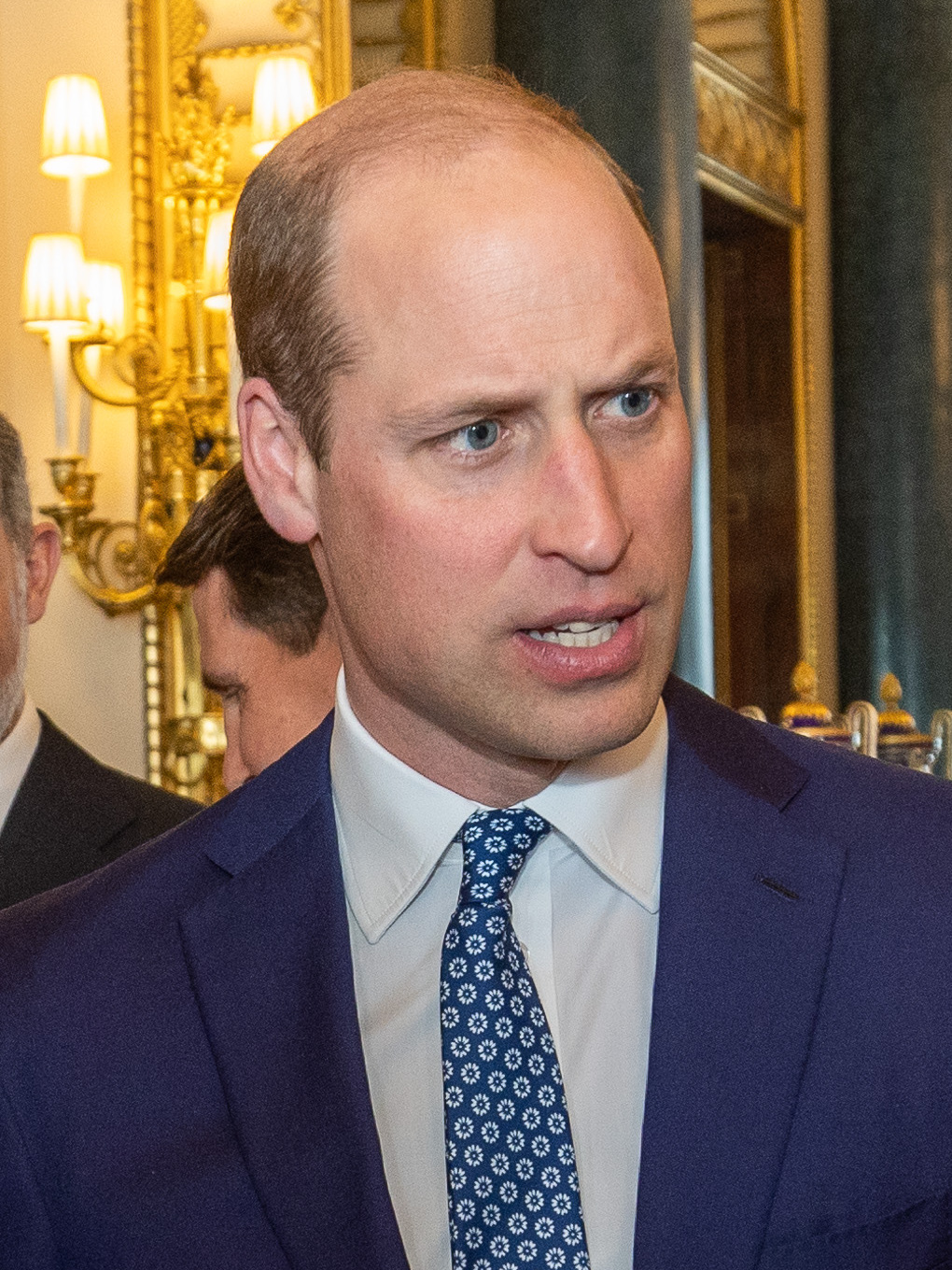
現任英國王储威廉王子

英国自古的王位继承是長子繼承制，王位先由现任君主的长子继承，依次轮序至其他儿子，最后轮到女儿。16世纪至18世纪，英格兰宗教改革对王位继承产生了重大影响。1688年，最后一位信仰天主教的君主詹姆斯二世离开英格兰。1689年2月12日，惯例议会册立詹姆斯的长女玛丽和女婿威廉为国王，而非詹姆斯二世的儿子詹姆斯·弗朗西斯·爱德华·斯图亚特。
18世纪初，威廉三世无嗣。而在1700年，王位继承人安妮公主之子威廉王子夭折。为了避免天主教徒继承王位，1701年英格蘭國會通过《1701年嗣位法令》（Act of Settlement）。规定威廉三世和安妮公主无嗣则王位应该传给汉诺威选帝侯夫人索菲娅及她的血亲后代，而且继承者必须是基督教新教徒，也不得嫁娶一名天主教徒。此举剥夺了可继承安妮公主王位的前五十位继承人的继承权。1714年安妮女王逝世，她的弟弟詹姆斯·弗朗西斯·爱德华·斯图亚特及其他近亲因此失去英国王位继承权。一些人认为该规定与英国其他法律中禁止宗教歧视的条款有冲突。实际上，绝大多数有资格继承王位的人都是新教基督徒，而且在公开场合都大多宣称自己是圣公会成员。
英国君主的长子作为通常情况下的王位第一继承人，会拥有威爾士親王和康沃爾公爵等头衔。康沃爾公爵为英国君主的长子自动获得的头衔，而威爾士親王头衔必须由君主册封才能使用。由于威爾士親王头衔地位较高，王储被册封威爾士親王之后通常情况下被称为“威爾士親王殿下”，而不使用康沃爾公爵头衔。他的妻子则会获得“威尔士王妃”（Princess of Wales）和“康沃尔公爵夫人”（The Duchess of Cornwall）称号。在苏格兰，王储被称为罗撒西公爵，他的妻子则是罗撒西公爵夫人。
2005年4月9日，王储查尔斯王子和卡米拉·帕克-鲍尔斯结婚。虽然法律上卡米拉获得身为威爾士親王的妻子所拥有的一切头衔，但是由于忌讳前任王妃戴安娜对“威尔士王妃”称号的影响力过大，卡米拉不使用“威尔士王妃”的称号，而被称作“康沃尔公爵夫人”。
作为英国歷史上等待时间最久的王位第一顺序继承人，王储查尔斯何时继位、如何继位、是否让位于其子威廉王子一直被人所关注。
2022年9月8日，查尔斯王子继位为查爾斯三世，并于翌日册封长子威廉为威尔士亲王。
隨著2013年王位继承法制定后，从威廉王子夫妇的子女开始，女性将享有和男性平等的继承权，因此公主是首個獲益的公主（繼承權在其胞弟路易王子之前）；同时英國君主不允許与天主教徒通婚的禁令也被废除。

#### 基督教/西方传统头衔
许多君主制政体授予其继承人相应的头衔，通常具有历史渊源：
- 法国王太子（旧制度）
- 布拉班特公爵（比利时）
- 布拉甘扎公爵（英语：Duke of Braganza）（葡萄牙王國）
- 威爾斯親王
- 康沃爾公爵（英格兰王国）
- 羅撒西公爵（苏格兰王国），威尔士亲王目前在苏格兰使用他的威尔士头衔
- 阿斯圖里亞斯親王（卡斯蒂利亚王国 & 西班牙）
- 拿破崙四世（巴西帝國，法蘭西第二帝國和墨西哥第一帝國）
- 奧蘭治親王（荷兰）同等头衔是否由头衔持有人的配偶持有，由荷兰议会决定。（例如麥西瑪王后由于这个原因，结婚后从未被冠以“奧蘭治親王妃”的头衔。）

一些君主制政体授予（虽然并不总是法律上的）继承人领土头衔，虽然通常被认为是储君头衔，但并不是自动取得。它通常需要主权者的特定授予，这可能被拒绝授予。
- 凯撒（羅馬帝國或拜占庭帝国早期），为了纪念尤利烏斯·凱撒，有别于奧古斯都

### 伊斯兰国家
在伊斯兰国家中，穆斯林日常生活和行为的指引是沙里亚法。这是一套完全的伊斯兰法律，父死子继和兄终弟及都是被普遍认可的继承顺序。

#### 沙特阿拉伯
沙特阿拉伯是一个政教合一的君主制国家。沙特开国君主伊本·沙特之后的六位国王皆是他的儿子。
1992年开始施行的《治国基本法》规定，沙特阿拉伯是一个由伊本·沙特后代子孙所统治的君主制国家，而《古兰经》则是国家的最高宪法。国家根据沙里亚法行事。根据2006年颁布的《效忠委员会法》，由沙特首任国王伊本·沙特所有获承认的儿子或其继承人组成效忠委员会，负责王位继承人的选举并监督国王和王储的继立。
2005年8月1日沙特国王法赫德在首都利雅得的医院逝世。他的同父异母弟、原王储阿卜杜拉亲王和同父同母弟、原第二副首相苏尔坦亲王分别获王室支持继位新国王和受封为王储。2011年，苏尔坦亲王逝世。仅8个月后，继任王储纳伊夫亲王逝世。萨勒曼亲王在2012年成为继任王储时已是77岁高龄。
2015年1月，萨勒曼亲王继位，成为沙特阿拉伯第七任国王。他的弟弟、伊本·沙特最年幼的儿子——70岁的穆克林·本·阿卜杜勒-阿齐兹·阿勒沙特成为王储。4月29日，穆克林被免除王储和第一副首相职务。开国君主伊本·沙特的孙子、副王储穆罕默德·本·纳伊夫接任王储，标志沙特王位继承从第二代向第三代过渡。2017年，萨勒曼国王再度更换王储，立自己的儿子穆罕默德·本·萨勒曼·本·阿卜杜勒-阿齐兹·阿勒沙特为王储。沙特王位能否最终确立父死子继的继承顺序，尚未可知。

#### 约旦
根据约旦宪法，王储应是君主最年长的儿子或最年长的兄弟。同时王储只有到18岁才能正式登基。如果不到法定登基年龄，实行监护人或监护委员会制度。

#### 科威特
科威特埃米尔穆巴拉克·萨巴赫在1915年去世后，科威特王室——萨巴赫家族分为贾比尔支和萨利姆支，两支轮流继承科威特王位。2006年2月7日，第15代君主萨巴赫四世任命异母弟纳瓦夫·艾哈迈德·贾比尔·萨巴赫为王储，此举打破了90年来贾比尔支和萨利姆支轮流即位的传统。

#### 阿拉伯联合酋长国
阿拉伯联合酋长国是由七个国组成的国家。七个埃米尔组成阿联酋最高委员会，选举产生总统和副总统。阿联酋现任总统是阿布扎比统治者穆罕默德·本·扎耶德·阿勒纳哈扬，副总统兼总理为杜拜统治者穆罕默德·本·拉希德·阿勒马克图姆。

#### 马来西亚
马来西亚的情況和阿聯相似，其政體虽然是君主立宪制，但最高元首作为马来西亚国家元首，是由九个州的苏丹轮流担任五年，因此马来西亚并没有储君。九個州之中，八個州會冊封储君。

## 女性继承权

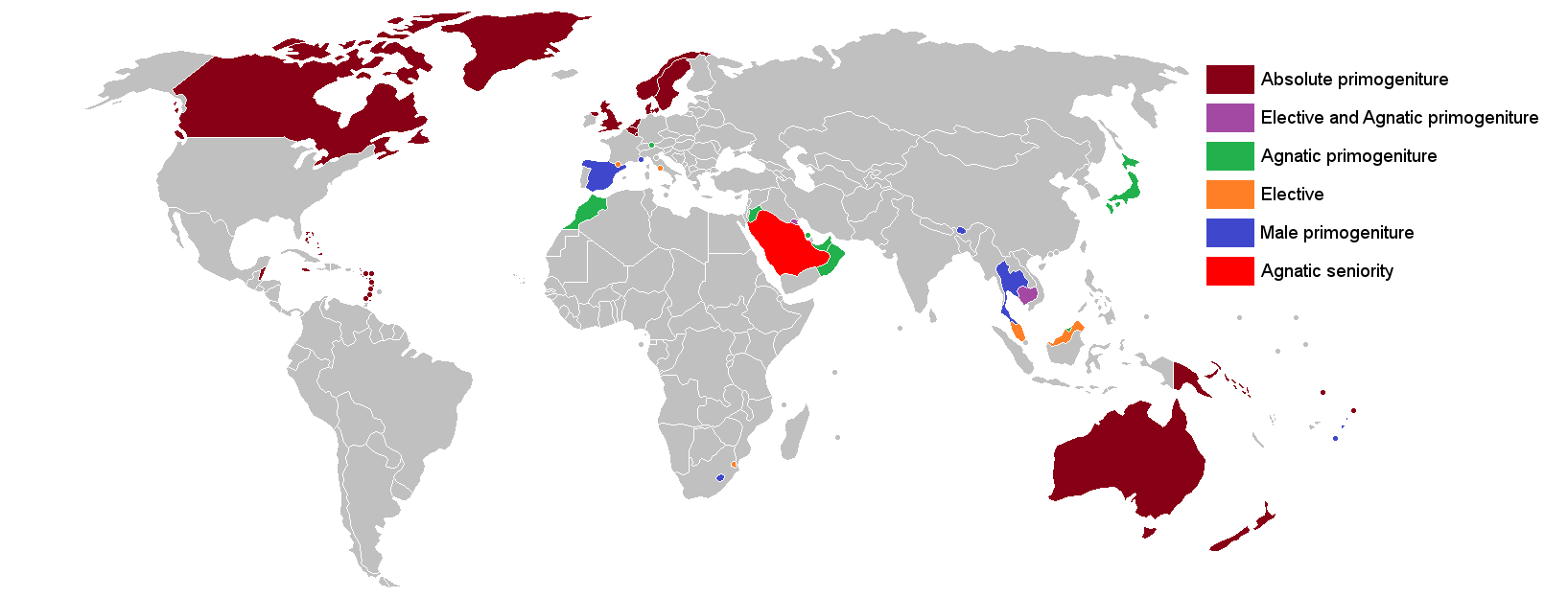
世界君主政體王位继承方式
嫡長繼承制（不限男女）
選舉君主制和嫡長繼承制（仅限男性）
嫡長繼承制（仅限男性）
選舉君主制
嫡長繼承制（男性优先）
兄终弟及

古代中国女性是没有皇位和王位继承权的。唐中宗时，安乐公主曾请中宗封自己为皇太女。古代欧洲，有些国家中，女性享有次于男性继承权，有些则没有。目前存在的君主制国家中，女性继承权分为三情况，平等继承权、男性享有优先继承权、无继承权。1980年，瑞典修改法律，在欧洲第一个确立女性拥有平等的王位继承权。自2011年10月28日英国《1701年王位继承法》修订后，从剑桥公爵夫妇的子女开始，女性将享有和男性平等的继承权；同时英王不得与天主教徒通婚的禁令也被废除。

### 平等继承权
瑞典（1980年）、荷兰（1983年）、挪威（1990年）、比利时（1991年）、丹麦（2009年）、卢森堡（2011年）、英国（2013年）

### 男性享有优先继承权
西班牙、摩纳哥、泰国、不丹、汤加、莱索托

### 无继承权
列支敦士登、日本、沙特阿拉伯、阿曼、约旦、马来西亚、摩洛哥、巴林、卡塔尔、汶萊

## 世界上現存君主國的储君

### 主權國
| 国家                 | 照片 | 名字                                           | 头衔                                 | 出生日期（年龄） | 与君主的关系                                                                           |
| -------------------- | ---- | ---------------------------------------------- | ------------------------------------ | ---------------- | -------------------------------------------------------------------------------------- |
| 阿曼                 |      | 齐亚赞·本·海赛姆·阿勒赛义德                    | 阿曼王储 Crown Prince                | 1990年8月21日    | 苏丹海赛姆·本·塔里克·阿勒赛义德长子                                                    |
| 巴林                 |      | 薩勒曼                                         | 巴林王储 Deputy King                 | 1969年10月21日   | 国王哈迈德·本·伊萨·本·萨勒曼·阿勒哈利法长子                                            |
| 比利时               |      | 伊莉莎白                                       | 布拉班特女公爵                       | 2001年10月25日   | 国王菲利普最年长的孩子                                                                 |
| 不丹                 |      | 吉格梅·納姆耶爾·旺楚克                         | 不丹王储 Druk Gyalsey of Bhutan      | 2016年2月5日     | 国王吉格梅·凯萨尔·纳姆耶尔·旺楚克长子                                                  |
|                      |      | 穆赫塔迪·比拉                                  | 文莱达鲁萨兰王储                     | 1974年2月17日    | 苏丹哈桑纳尔·博尔基亚长子                                                              |
| 丹麦                 |      | 克里斯蒂安                                     | 丹麦王储 蒙珀扎伯爵                  | 2005年10月15日   | 国王弗雷德里克十世长子                                                                 |
| 约旦                 |      | 侯赛因                                         | 约旦王储                             | 1994年6月28日    | 国王阿卜杜拉二世长子                                                                   |
| 科威特               |      | 萨巴赫·哈立德·萨巴赫                           | 谢赫 科威特王储                      | 1953年3月3日     | 国王米沙勒·艾哈迈德·贾比尔·萨巴赫 堂侄                                                 |
| 賴索托               |      | 莱罗托利·塞伊索                                | 莱索托王储                           | 2007年4月18日    | 国王莱齐耶三世长子                                                                     |
| 列支敦斯登           |      | 阿洛伊斯                                       | 列支敦士登王储 里特貝格伯爵          | 1968年6月11日    | 亲王漢斯·亞當二世长子                                                                  |
| 盧森堡               |      | 纪尧姆                                         | 卢森堡大公储 拿騷王儲                | 1981年11月11日   | 大公亨利最年长的孩子                                                                   |
| 摩納哥               |      | 雅克                                           | 摩纳哥王储 鮑克斯侯爵                | 2014年12月10日   | 親王阿尔贝二世长子                                                                     |
| 摩洛哥               |      | 穆萊·哈桑                                      | 摩洛哥王储                           | 2003年5月8日     | 国王穆罕默德六世长子                                                                   |
| 荷蘭                 |      | 凱薩琳娜-艾瑪莉亞                              | 奥兰治女亲王                         | 2003年12月7日    | 国王威廉-亞歷山大最年长的孩子                                                          |
| 挪威                 |      | 哈康                                           | 挪威王储                             | 1973年7月20日    | 国王哈拉尔五世长子                                                                     |
| 沙烏地阿拉伯         |      | 穆罕默德·本·萨勒曼·本·阿卜杜勒-阿齐兹·阿勒沙特 | 沙特阿拉伯王储                       | 1985年8月31日    | 国王萨勒曼·本·阿卜杜勒-阿齐兹·阿勒沙特的孩子                                           |
| 瑞典                 |      | 维多利亚                                       | 瑞典王储 西约特兰女公爵              | 1977年7月14日    | 国王卡尔十六世·古斯塔夫最年长的孩子                                                    |
|                      |      | 图普托阿·乌卢卡拉拉                            | 汤加王储                             | 1985年9月17日    | 国王圖普六世长子                                                                       |
| 英國及其他英聯邦王國 |      | 威廉                                           | 威爾斯親王，康瓦爾、羅薩西和劍橋公爵 | 1982年6月22日    | 國王查爾斯三世长子                                                                     |
| 日本                 |      | 文仁                                           | 日本皇嗣                             | 1965年11月30日   | 日本天皇德仁的胞弟。                                                                   |
| 安道尔               |      | 热拉尔·拉尔谢                                  | 法国参议院议长                       | 1949年9月14日    | 参议院议长，法国总统任内离职或死亡等情况代理总统，因而成为安道尔大公，新总统将马上选出 |
| 马来西亚             |      | 纳兹林沙                                       | 馬來西亞副最高元首                   | 1956年11月27日   | 副最高元首，如果最高元首駕崩、生病、退位或者無法履行職務的時候將會代理至新最高元首上任 |

#### 聯邦君主制

##### 马来西亚
| 州     | 照片 | 稱謂                         | 继承人                   | 与现任君主的关系                                   |
| ------ | ---- | ---------------------------- | ------------------------ | -------------------------------------------------- |
| 柔佛   |      | 王儲                         | 东姑依斯迈               | 苏丹依布拉欣·依斯迈長子                            |
| 吉打   |      | 拉惹慕達（王儲）             | 東姑沙拉弗丁             | 苏丹沙烈胡丁長子                                   |
| 吉兰丹 |      | 王儲                         | 东姑莫哈末·法克立·柏特拉 | 苏丹莫哈末五世二弟                                 |
| 彭亨   |      | 王儲                         | 东姑哈山纳               | 苏丹阿都拉最年長而存活之子，名义上的次子，长子夭折 |
| 霹靂   |      | 拉惹慕達                     | 拉惹查化                 | 苏丹纳兹林沙堂弟                                   |
| 玻璃市 |      | 拉惹慕達                     | 端姑賽費祖丁             | 拉惹赛西拉祖丁長子                                 |
| 雪蘭莪 |      | 拉惹慕達                     | 東姑阿米爾沙             | 苏丹沙拉弗丁長子                                   |
| 登嘉樓 |      | Yang di-Pertuan Muda（王儲） | 東姑莫哈末依斯迈         | 苏丹米占·再纳阿比丁長子                            |

##### 阿拉伯联合酋长国
| 国   | 照片 | 继承人                                    | 与现任君主的关系                        |
| ---- | ---- | ----------------------------------------- | --------------------------------------- |
|      |      | 哈立德·本·穆罕默德·阿勒納哈揚             | 谢赫穆罕默德·本·扎耶德·阿勒納哈揚長子   |
|      |      | 哈姆丹·本·穆罕默德·本·拉希德·阿勒马克图姆 | 谢赫穆罕默德·本·拉希德·阿勒马克图姆次子 |
| 沙迦 |      | 苏丹·本·穆罕默德·本·苏丹·阿勒卡西米       | 谢赫苏丹·本·穆罕默德·阿勒卡西米堂侄     |
|      |      | 穆罕默德·本·沙特·阿勒卡西米               | 谢赫沙特·本·沙克尔·阿勒卡西米长子       |
|      |      | 穆罕默德·本·哈马德·本·穆罕默德·阿勒沙尔基 | 谢赫哈马德·本·穆罕默德·阿勒沙尔基长子   |
|      |      | 拉希德·本·沙特·本·拉希德·阿勒穆阿拉       | 谢赫沙特·本·拉希德·阿勒穆阿拉儿子       |
|      |      | 阿马尔·本·胡迈德·本·拉希德·阿勒纳伊米     | 谢赫胡迈德·本·拉希德·阿勒纳伊米长子     |

### 推定继承人
| 国家   | 现任君主            | 没有储君的原因           | 推定继承人 | 照片 | 头衔                                         | 出生日期（年龄） | 与君主关系       |
| ------ | ------------------- | ------------------------ | ---------- | ---- | -------------------------------------------- | ---------------- | ---------------- |
| 西班牙 | 国王費利佩六世      | 国王无子                 | 萊昂諾爾   |      | 阿斯图里亚斯女亲王 赫羅納女亲王 比亚纳女亲王 | 2005年10月31日   | 长女             |
| 泰國   | 国王玛哈·哇集拉隆功 | 国王有子女，但未冊立王儲 | 提帮功     |      | 泰国王子                                     | 2005年4月29日    | 合法的最年长儿子 |

## 不復存在的君主國储君
儘管該國君主制已被推翻，甚至該國已不存在，但在外交禮儀上，这些國家部分儲君仍保留其稱號：
- 伊朗王儲禮薩·巴列維
- 希臘王儲帕夫洛斯（兼丹麥王子）
- 南斯拉夫王儲亞歷山大（现时在塞爾維亞仍有特殊地位）
- 尼泊爾王儲帕拉斯·比尔·比克拉姆·沙阿·德瓦
- 中非皇儲小让-贝德尔·博卡萨（歷史上最后一位皇儲）

## 关联条目
- 东宫
- 世子
- 世孫
- 皇太弟
- 中國皇儲列表